# Sepmes
Sepmes är en kommun i departementet Indre-et-Loire i regionen Centre-Val de Loire i de centrala delarna av Frankrike. Kommunen ligger i kantonen Descartes som tillhör arrondissementet Loches. År 2022 hade Sepmes 605 invånare.

## Befolkningsutveckling
Antalet invånare i kommunen Sepmes
Referens:INSEE